# Yōichi Miyazawa

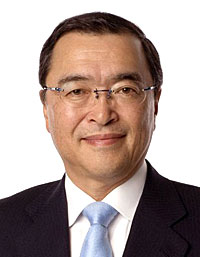
Yōichi Miyazawa, 2008

Yōichi Miyazawa (jap. 宮澤 洋一 Miyazawa Yōichi; * 24. April 1950 in Fukuyama, Präfektur Hiroshima) ist ein japanischer Politiker der Liberaldemokratischen Partei (LDP), Abgeordneter im Sangiin für Hiroshima und war von 2014 bis 2015 Wirtschaftsminister im zweiten und dritten Kabinett Abe. In der LDP gehört er der Kishida-Faktion an.
Miyazawa schloss 1974 sein Studium der Rechtswissenschaft an der Universität Tokio ab und wurde anschließend Beamter im Finanzministerium. Ab 1976 studierte er an der Universität Harvard, wo er einen MPA erwarb. 1992 wurde er Chefsekretär des Premierministers, seines Onkels Kiichi Miyazawa. 1993 beendete er seine Beamtenlaufbahn.
Im Januar 1994 wurde Miyazawa politischer Sekretär seines Onkels. Als dieser im Jahr 2000 seinen Wahlkreis für das Shūgiin, den 7. Wahlkreis Hiroshima aufgab und in den Verhältniswahlblock wechselte, trat er dessen Nachfolge an. Den Wahlkreis gewann Miyazawa deutlich gegen den Demokraten Toshimasa Yamada und zog für die erste von drei Legislaturperioden ins Shūgiin ein. Dort war er unter anderem Mitglied des Auswärtigen sowie des Sozial- und Gesundheitsausschusses. Im umgebildeten Kabinett Fukuda war er 2008 Staatssekretär (fuku-daijin, „Vizeminister“) im Kabinettsbüro. Bei der Shūgiin-Wahl 2009 verfehlte er gegen Takashi Wada die Wiederwahl.
Bei der Sangiin-Wahl 2010 kandidierte Miyazawa in seiner Heimatpräfektur Hiroshima (Zweimandatswahlkreis), erhielt über eine halbe Million Stimmen und war damit für sechs Jahre als Sangiin-Abgeordneter gewählt. Im Oktober 2014 wurde er Nachfolger der zurückgetretenen Yūko Obuchi (Shūgiin, Gunma, Nukaga-Faktion) als Minister für Wirtschaft und Industrie und Minister beim Kabinettsamt für die Organisation für Atomkraftentschädigungen. 2016 und 2022 wurde er jeweils mit dem höchsten Stimmenanteil wiedergewählt.
Von 2018 bis 2019 saß er dem Sangiin-Sonderausschuss für Verbraucherschutz vor. In der LDP führt er von 2015 bis 2019 und seit 2021 den Forschungsausschuss für das Steuersystem (税制調査会 zeisei chōsakai).

## Familie
Miyazawas Vater Hiroshi war LDP-Abgeordneter im Sangiin für Hiroshima, Justizminister und Gouverneur von Hiroshima, sein Onkel Kiichi LDP-Abgeordneter im Shūgiin, Parteivorsitzender und Premierminister und sein Großvater Yutaka Shūgiin-Abgeordneter und Staatssekretär im Eisenbahnministerium. Sein Cousin Hiroo ist mit einer Enkelin des Bridgestone-Gründers Ishibashi verheiratet, über die Miyazawa auch mit den Familien der Premierminister Hatoyama und Ikeda, damit auch mit den gegenwärtigen Abgeordneten Yukio Hatoyama, Kunio Hatoyama und Minoru Terada verwandt ist. Miyazawas Großvater mütterlicherseits war der Shūgiin-Abgeordnete Masaki Kishida, dessen Enkel Fumio LDP-Shūgiin-Abgeordneter für den Wahlkreis Hiroshima 1 (Teile der Stadt Hiroshima) ist und seit 2012 die frühere Miyazawa-Faktion führt.